# Campeonato Mundial de Atletismo de 2009
El XII Campeonato Mundial de Atletismo se celebró en Berlín (Alemania) entre el 15 y el 23 de agosto de 2009 bajo la organización de la Asociación Internacional de Federaciones de Atletismo y la Federación Alemana de Atletismo.
Las competiciones se desarrollaron en el Estadio Olímpico de Berlín, con capacidad para 75 mil espectadores, y las pruebas de marcha y maratón en un circuito urbano de la capital alemana. Se compitió en 47 disciplinas, 24 masculinas y 23 femeninas. La mascota del evento fue un oso pardo con el nombre de Berlino.
Es la primera ocasión en que las pruebas de marcha y maratón de un Mundial no finalizaron en el estadio, ya que tuvieron como meta la Puerta de Brandemburgo.

## Grandes momentos
En la segunda jornada del Mundial se celebró la final de los 100 m, quizá la competición más trascendental del evento. El jamaiquino Usain Bolt se alzó con el oro y consiguió una nueva plusmarca mundial: 9,58 s. Cuatro días después, Bolt logró su segundo título mundial en la final de 200 m con un tiempo de 19,19 s, nueva plusmarca mundial.
La cubana Yargelis Savigne logró la medalla de oro en la prueba de triple salto, conquistando su segunda corona mundial consecutiva, tras la obtenida en el Mundial anterior, al superar en la final a su compatriota Mabel Gay, ganadora de la medalla de plata. 
España obtuvo una medalla de oro por medio de la palentina Marta Domínguez en la prueba de 3000 m con obstáculos; sin embargo, fue descalificada seis años después por anomalías en su pasaporte biológico, así lo falló el TAS el 19 de noviembre de 2015. La otra medalla, un bronce, la consiguió Jesús Ángel García en los 50 km marcha. En la última jornada, la fondista Natalia Rodríguez llegó primera en la final de 1.500 m, pero fue descalificada por decisión de los jueces al tener un percance con otra atleta en la competición.

## Resultados

### Masculino
| Evento                    | Oro                                                                                | Plata                                                                               | Bronce                                                                                  |
| ------------------------- | ---------------------------------------------------------------------------------- | ----------------------------------------------------------------------------------- | --------------------------------------------------------------------------------------- |
| 100 m (16.08)             | Usain Bolt Jamaica 9,58 RM                                                         | Tyson Gay Estados Unidos 9,71                                                       | Asafa Powell Jamaica 9,84                                                               |
| 200 m (20.08)             | Usain Bolt Jamaica 19,19 RM                                                        | Alonso Edward · Panamá · 19,81                                                      | Wallace Spearmon Estados Unidos 19,85                                                   |
| 400 m (21.08)             | LaShawn Merritt Estados Unidos 44,06                                               | Jeremy Wariner Estados Unidos 44,60                                                 | Renny Quow Trinidad y Tobago 45,02                                                      |
| 800 m (23.08)             | Mbulaeni Mulaudzi Sudáfrica 1:45,29                                                | Alfred Kirwa Yego Kenia 1:45,35                                                     | Yusuf Saad Kamel Baréin 1:45,35                                                         |
| 1500 m (19.08)            | Yusuf Saad Kamel Baréin 3:35,93                                                    | Deresse Mekonnen Etiopía 3:36,01                                                    | Bernard Lagat Estados Unidos 3:36,20                                                    |
| 5000 m (23.08)            | Kenenisa Bekele Etiopía 13:17,09                                                   | Bernard Lagat Estados Unidos 13:17,33                                               | James Kwalia C'Kurui Catar 13:17,78                                                     |
| 10 000 m (17.08)          | Kenenisa Bekele Etiopía 26:46,31                                                   | Zersenay Tadese Eritrea 26:50,12                                                    | Moses Ndiema Masai Kenia 26:57,39                                                       |
| 110 m vallas (20.08)      | Ryan Brathwaite Barbados 13,14                                                     | Terrence Trammell Estados Unidos 13,15                                              | David Payne Estados Unidos 13,15                                                        |
| 400 m vallas (18.08)      | Kerron Clement Estados Unidos 47,91                                                | Javier Culson Puerto Rico 48,09                                                     | Bershawn Jackson Estados Unidos 48,23                                                   |
| 3000 m obstáculos (18.08) | Ezekiel Kemboi Kenia 8:00,43                                                       | Richard Kipkemboi Mateelong Kenia 8:00,89                                           | Bouabdellah Tahri Francia 8:01,18                                                       |
| 20 km marcha (15.08)      | Wang Hao China 1:19:06                                                             | Éder Sánchez · México · 1:19:22                                                     | Giorgio Rubino · Italia · 1:19:50                                                       |
| 50 km marcha (21.08)      | Trond Nymark · Noruega · 3:41:16                                                   | Jesús Ángel García · España · 3:41:37                                               | Grzegorz Sudoł · Polonia · 3:42:34                                                      |
| Maratón (22.08)           | Abel Kirui Kenia 2:06,54                                                           | Emmanuel Kipchirchir Mutai Kenia 2:07,48                                            | Tsegay Kebede Etiopía 2:08,35                                                           |
| Salto de altura (21.08)   | Yaroslav Rybakov · Rusia · 2,32 m                                                  | Kyriakos Ioannou Chipre 2,32 m                                                      | Raul Spank · Alemania · Sylwester Bednarek · Polonia · 2,32 m                           |
| Salto con pértiga (22.08) | Steve Hooker Australia 5,90                                                        | Romain Mesnil Francia 5,85                                                          | Renaud Lavillenie Francia 5,80                                                          |
| Salto de longitud (22.08) | Dwight Phillips Estados Unidos 8,54                                                | Godfrey Khotso Mokoena Sudáfrica 8,47                                               | Mitchell Watt Australia 8,37                                                            |
| Triple salto (18.08)      | Phillips Idowu Reino Unido 17,73                                                   | Nelson Évora Portugal 17,55                                                         | Alexis Copello · Cuba · 17,36                                                           |
| Peso (15.08)              | Christian Cantwell Estados Unidos 22,03                                            | Tomasz Majewski · Polonia · 21,91                                                   | Ralf Bartels · Alemania · 21,37                                                         |
| Disco (19.08)             | Robert Harting · Alemania · 69,43                                                  | Piotr Małachowski · Polonia · 69,15                                                 | Gerd Kanter Estonia 66,88                                                               |
| Martillo (17.08)          | Primož Kozmus Eslovenia 80,84                                                      | Szymon Ziółkowski · Polonia · 79,30                                                 | Alexei Zagorni · Rusia · 78,09                                                          |
| Jabalina (23.08)          | Andreas Thorkildsen · Noruega · 89,59                                              | Guillermo Martínez · Cuba · 86,41                                                   | Yukifumi Murakami Japón 82,79                                                           |
| 4 × 100 m (22.08)         | Jamaica Steve Mullings Michael Frater Usain Bolt Asafa Powell 37,31                | Trinidad y Tobago Darrel Brown Marc Burns Emmanuel Callander Richard Thompson 37,62 | Reino Unido Simeon Williamson Tyrone Edgar Marlon Devonish Harry Aikines-Aryeetey 38,02 |
| 4 × 400 m (23.08)         | Estados Unidos Angelo Taylor Jeremy Wariner Kerron Clement LaShawn Merritt 2:57,86 | Reino Unido Conrad Williams Michael Bingham Robert Tobin Martyn Rooney 3:00,53      | Australia John Steffensen Ben Offereins Tristan Thomas Sean Wroe 3:00,90                |
| Decatlón (20.08)          | Trey Hardee Estados Unidos 8790 pts.                                               | Leonel Suárez · Cuba · 8640 pts.                                                    | Olexi Kasianov · Ucrania · 8479 pts.                                                    |

1. ↑  Descalificación por dopaje del medallista de oro, el ruso Valeri Borchin.[7]
2. ↑  Descalificación por dopaje del medallista de oro, el ruso Serguei Kirdiapkin.[8]
3. ↑  Descalificación por dopaje del medallista de bronce, el ruso Alexandr Pogorelov.[9]

### Femenino
| Evento                    | Oro                                                                            | Plata                                                                                      | Bronce                                                                                |
| ------------------------- | ------------------------------------------------------------------------------ | ------------------------------------------------------------------------------------------ | ------------------------------------------------------------------------------------- |
| 100 m (17.08)             | Shelly-Ann Fraser Jamaica 10,73                                                | Kerron Stewart Jamaica 10,75                                                               | Carmelita Jeter Estados Unidos 10,90                                                  |
| 200 m (21.08)             | Allyson Felix Estados Unidos 22,02                                             | Veronica Campbell-Brown Jamaica 22,35                                                      | Debbie Ferguson-McKenzie Bahamas 22,41                                                |
| 400 m (18.08)             | Sanya Richards Estados Unidos 49,00                                            | Shericka Williams Jamaica 49,32                                                            | Antonina Krivoshapka · Rusia · 49,71                                                  |
| 800 m (19.08)             | Caster Semenya Sudáfrica 1:55,45                                               | Janeth Jepkosgei Busienei Kenia 1:57,90                                                    | Jennifer Meadows Reino Unido 1:57,93                                                  |
| 1500 m (23.08)            | Maryam Yusuf Jamal Baréin 4:03,74                                              | Lisa Dobriskey Reino Unido 4:03,75                                                         | Shannon Rowbury Estados Unidos 4:04,18                                                |
| 5000 m (22.08)            | Vivian Cheruiyot Kenia 14:57,97                                                | Sylvia Jebiwott Kibet Kenia 14:58,33                                                       | Meseret Defar Etiopía 14:58,41                                                        |
| 10 000 m (15.08)          | Linet Chepkwemoi Masai Kenia 30:51,24                                          | Meselech Melkamu Etiopía 30:51,34                                                          | Wude Ayalew Etiopía 30:51,95                                                          |
| 100 m vallas (19.08)      | Brigitte Foster-Hylton Jamaica 12,51                                           | Priscilla Lopes-Schliep · Canadá · 12,54                                                   | Delloreen Ennis-London Jamaica 12,55                                                  |
| 400 m vallas (20.08)      | Melaine Walker Jamaica 52,42                                                   | Lashinda Demus Estados Unidos 52,96                                                        | Josanne Lucas Trinidad y Tobago 53,20                                                 |
| 3000 m obstáculos (17.08) | Yuliya Zarudneva · Rusia · 9:08,39                                             | Milcah Chemos Cheywa Kenia 9:08,57                                                         | Gulnara Galkina · Rusia · 9:11,09                                                     |
| 20 km marcha (16.08)      | Olive Loughnane Irlanda 1:28:58                                                | Hong Liu China 1:29:10                                                                     | Anisia Kirdiapkina · Rusia · 1:30:09                                                  |
| Maratón (23.08)           | Xue Bai China 2:25,15                                                          | Yoshimi Ozaki Japón 2:25,25                                                                | Asalefech Mergia Etiopía 2:25,32                                                      |
| Salto de altura (20.08)   | Blanka Vlašić · Croacia · 2,04 m                                               | Ariane Friedrich · Alemania · 2,02 m                                                       | Antonietta Di Martino · Italia · 1,99 m                                               |
| Salto con pértiga (17.08) | Anna Rogowska · Polonia · 4,75                                                 | Monika Pyrek · Polonia / · Chelsea Johnson · Estados Unidos · 4,65                         | —                                                                                     |
| Salto de longitud (23.08) | Brittney Reese Estados Unidos 7,10                                             | Karin Mey Melis Turquía 6,80                                                               | Naide Gomes Portugal 6,77                                                             |
| Triple salto (17.08)      | Yargelis Savigne · Cuba · 14,95                                                | Mabel Gay · Cuba · 14,61                                                                   | Anna Piatyj · Rusia · 14,58                                                           |
| Peso (16.08)              | Valerie Vili Nueva Zelanda 20,44                                               | Nadine Kleinert · Alemania · 20,20                                                         | Lijiao Gong China 19,89                                                               |
| Disco (21.08)             | Dani Samuels Australia 65,44                                                   | Yarelis Barrios · Cuba · 65,31                                                             | Nicoleta Grasu · Rumania · 65,20                                                      |
| Martillo (22.08)          | Anita Włodarczyk · Polonia · 77,96 RM                                          | Betty Heidler · Alemania · 77,12                                                           | Martina Hrašnová · Eslovaquia · 74,79                                                 |
| Jabalina (18.08)          | Steffi Nerius · Alemania · 67,30                                               | Barbora Špotáková · República Checa · 66,42                                                | Monica Stoian · Rumania · 64,51                                                       |
| 4 × 100 m (22.08)         | Jamaica Simone Facey Shelly-Ann Fraser Aleen Bailey Kerron Stewart 42,06       | Bahamas Shenique Ferguson Chandra Sturrup Christine Amertil Debbie Ferguson-McKenzie 42,29 | Alemania · Marion Wagner · Anne Mollinger · Cathleen Tschirch · Verena Sailer · 42,87 |
| 4 × 400 m (23.08)         | Estados Unidos Debbie Dunn Allyson Felix Lashinda Demus Sanya Richards 3:17,83 | Jamaica Rosemarie Whyte Novlene Williams-Mills Shereefa Lloyd Shericka Williams 3:21,15    | Reino Unido Lee McConnell Christine Ohuruogu Vicki Barr Nicola Sanders 3:25,16        |
| Heptatlón (16.08)         | Jessica Ennis Reino Unido 6731 pts.                                            | Jennifer Oeser · Alemania · 6493 pts.                                                      | Kamila Chudzik · Polonia · 6471 pts.                                                  |

1. ↑  Descalificación por dopaje de la medallista de oro, la española Marta Domínguez.[10][11]
2. ↑  Descalificación por dopaje de la medallista de oro, la rusa Olga Kaniskina.[12]
3. ↑  Descalificación por dopaje de la medallista de plata, la rusa Anna Chicherova.[13]
4. ↑  Descalificación por dopaje de la medallista de plata, la rusa Tatiana Lebedeva.[14]
5. ↑  Descalificación por dopaje de la medallista de bronce, la rusa Mariya Abakumova.[15]
6. ↑  Descalificación del relevo ruso, ganador de la medalla de bronce, por dopaje de Anastasiya Kapachinskaya.[16]

## Medallero
| Núm. | País              | Oro | Plata | Bronce | Total |
| ---- | ----------------- | --- | ----- | ------ | ----- |
| 1    | Estados Unidos    | 10  | 6     | 6      | 22    |
| 2    | Jamaica           | 7   | 4     | 2      | 13    |
| 3    | Kenia             | 4   | 6     | 1      | 11    |
| 4    | Alemania          | 2   | 4     | 3      | 9     |
| 4    | Polonia           | 2   | 4     | 3      | 9     |
| 6    | Etiopía           | 2   | 2     | 4      | 8     |
| 7    | Reino Unido       | 2   | 2     | 3      | 7     |
| 8    | China             | 2   | 1     | 1      | 4     |
| 9    | Sudáfrica         | 2   | 1     | 0      | 3     |
| 10   | Rusia             | 2   | 0     | 5      | 7     |
| 11   | Australia         | 2   | 0     | 2      | 4     |
| 12   | Baréin            | 2   | 0     | 1      | 3     |
| 13   | Noruega           | 2   | 0     | 0      | 2     |
| 14   | Cuba              | 1   | 4     | 1      | 6     |
| 15   | Barbados          | 1   | 0     | 0      | 1     |
| 15   | Croacia           | 1   | 0     | 0      | 1     |
| 15   | Eslovenia         | 1   | 0     | 0      | 1     |
| 15   | Irlanda           | 1   | 0     | 0      | 1     |
| 15   | Nueva Zelanda     | 1   | 0     | 0      | 1     |
| 20   | Francia           | 0   | 1     | 2      | 3     |
| 20   | Trinidad y Tobago | 0   | 1     | 2      | 3     |
| 22   | Bahamas           | 0   | 1     | 1      | 2     |
| 22   | Japón             | 0   | 1     | 1      | 2     |
| 22   | Portugal          | 0   | 1     | 1      | 2     |
| 25   | Canadá            | 0   | 1     | 0      | 1     |
| 25   | Chipre            | 0   | 1     | 0      | 1     |
| 25   | Eritrea           | 0   | 1     | 0      | 1     |
| 25   | España            | 0   | 1     | 0      | 1     |
| 25   | México            | 0   | 1     | 0      | 1     |
| 25   | Panamá            | 0   | 1     | 0      | 1     |
| 25   | Puerto Rico       | 0   | 1     | 0      | 1     |
| 25   | República Checa   | 0   | 1     | 0      | 1     |
| 25   | Turquía           | 0   | 1     | 0      | 1     |
| 34   | Italia            | 0   | 0     | 2      | 2     |
| 34   | Rumania           | 0   | 0     | 2      | 2     |
| 36   | Catar             | 0   | 0     | 1      | 1     |
| 36   | Eslovaquia        | 0   | 0     | 1      | 1     |
| 36   | Estonia           | 0   | 0     | 1      | 1     |
| 36   | Ucrania           | 0   | 0     | 1      | 1     |
|      | TOTAL             | 47  | 48    | 47     | 142   |